# Manufacture des tabacs de Nantes
L'ancienne manufacture des tabacs de Nantes est un ensemble de bâtiments situés boulevard de Stalingrad à Nantes, qui constituait à l'origine l'une des manufactures françaises du secteur réparties sur le territoire national. Inaugurée en 1864 et fermée en 1974, elle est devenue « la Manu », après un programme de réhabilitation décidé en 1977 et achevé en 1983.

## Histoire

### Implantation d'une manufacture des tabacs à Nantes
Sous le Second Empire, afin de répondre à l’accroissement, en France de la consommation du tabac, et notamment des cigares, qui était un lucratif monopole d'État, le nombre de manufactures des tabacs augmente. L'Ouest de la France en étant dépourvu, l'État décide, vers 1856, d'une implantation à Châteauroux, ville dans la circonscription d'un député bonapartiste influent. Le maire de Nantes, Ferdinand Favre, bien en vue également, choisit d'inciter à l'installation d'un établissement dans sa ville en offrant à l'État le terrain nécessaire à la construction des bâtiments, initiative couronnée de succès.
Dans un premier temps, la municipalité installe en 1857, des ateliers provisoires sur le quai Magellan, dans une ancienne fabrique de pointe ayant appartenu aux frère Bosset, qu'elle loue à un négociant nantais, Anselme Bridon, qui fut maire de Pont-Saint-Martin (entre 1830 et 1838), qui l'avait acquise le 10 juillet 1848. Ces bâtiments couvraient alors une superficie de 3 800 m2,. Mais ils ne pouvaient contenir qu'un peu moins de 700 des 800 ouvrières prévues pour la fabrication des cigares. La municipalité adjoint donc à l'usine Bridon un autre site, celui de l'ancienne communauté des Sœurs de Jésus, situé à Beauséjour.

### Construction
L'année suivante, la ville acquiert le terrain sur lequel se dresseront les bâtiments définitifs de la manufacture de Nantes (la 15e manufacture ouverte dans le pays), dont la construction s'échelonnera entre 1861 et 1866, sur les plans de l'architecte Joseph-Fleury Chenantais.
Elle est l'une des premières manufactures « modèle Rolland », dont le prototype a été conçu à Strasbourg dix ans auparavant par l’ingénieur Eugène Rolland (1812-1885). Son plan en grille présente une combinaison de cinq bâtiments rectangulaires bâtis autour de deux cours (la « cour principale » et la « cour de service ») dédiés exclusivement aux activités de direction, de production et de conditionnement. Ces deux cours sont séparées entre elles par une construction abritant les fours, les machines et la chaufferie. Sur leurs côtés Est et Ouest se trouvent les ateliers. Au Sud du la cour principale, le bâtiment de l'administration donnant sur le boulevard de Stalingrad encadré de deux porches commandant l'entrée et la sortie des ouvriers.
À l'Est et à l'Ouest des bâtiments principaux sont édifiées des constructions consacrées principalement à l'entreposage des produits et matières premières, ainsi qu'au bien-être des salariés (vestiaires, réfectoires, crèches… ).
Outre le boulevard de Stalingrad, cet ensemble architectural est isolé des autres constructions avoisinantes par le percement de plusieurs voies dont les noms évoquent des pays également producteurs de tabacs : rue de la Havane, rue de Manille ou rue de Maryland.

### Un siècle d'activité
Au fil du temps, on y produit des scaferlati, des cigarettes (1872) et des cigarillos (1901).
L'établissement emploiera près de 2 000 salariés au plus fort de son activité en 1965 dont 90% de femmes (1214 en 1900 dont 92% de femmes). De nombreuses œuvres sociales  sont créées pour les salariés : une société de secours mutuels en 1858, une crèche en 1861 ou encore un bureau d’épargne en 1876. Les ouvriers effectuaient les activités mécaniques et le port des charges lourdes. Les ouvrières étaient recrutées pour les activités  de minutie et dextérité. Appelées les cigaretières (aussi nommées cigaretteuses), les femmes étaient également embauchées pour des raisons de rentabilité, leur salaire étant deux fois moins élevé que celui des hommes. En décembre 1882, Mme Masureau représenta la section de Nantes de la Fédération nationale des ouvriers et ouvrières des manufactures de tabac, lors de leur congrès à la Bourse de Paris. L'établissement utilisa des machines comme le système Belot.
Ne répondant plus aux attentes du Service d'exploitation industrielle des tabacs et des allumettes (SEITA), la manufacture du boulevard Stalingrad ferme définitivement ses portes en 1974, un an après l’ouverture d’une nouvelle usine implantée sur la commune de Carquefou, non loin du champ de tir du Bêle (celle-ci sera fermée en 2014). Comme il était prévu initialement dans le bail de 1858, la ville récupère alors l'ensemble des locaux désaffectés.

### La Manu
Après une campagne de réhabilitation décidée en 1977 par la municipalité nantaise sous le mandat d'Alain Chénard, menée par l'architecte de la ville, Georges Evano, et sa collaboratrice Sylvie Jullien, les bâtiments de l’ancienne manufacture sont transformés en un complexe immobilier accueillant à partir de 1983 des services municipaux : des logements, des services de proximité (crèche, permanence médico-sociale, halte-garderie, foyer du troisième âge, bibliothèque municipale, salle de gymnastique), ainsi qu'une maison des associations et une auberge de jeunesse. Le schéma directeur du projet de réhabilitation est fixé par la Ville et le concours d'architecte est lancé par tranches successives : plusieurs équipes travaillent chacune sur un programme distinct. Nantes devient alors le précurseur dans l'idée de réhabiliter une friche industrielle et surtout dans la manière de procéder.
Dans le cadre du 1 % artistique, des cours donnés dans l'ancienne manufacture, accueillent un ensemble d'œuvres artistiques : des sculptures de Jacques Raoult (La Cigarière et La Petite Fille) et Gaston Watkin (Les Compagnons de travail), ainsi que des travaux d'agrandissements photographiques réalisés par Christian  Boltanski, Alain Fleischer et Bernard-Xavier Vailhen, qui mettent en scène les ouvriers de la Manufacture, d'après d'un album photos de 1927. Ces agrandissements sont apposés et disséminés sur les murs extérieurs des différents bâtiments.